# دييغو تارديلي
دييغو تارديلي (بالبرتغالية: Diego Tardelli)؛ مواليد 10 مايو 1985 في البرازيل، هو لاعب كرة قدم برازيلي يلعب لنادي أتليتيكو مينيرو كمهاجم. بدأ دييغو تارديلي مسيرته الرياضية عام 2001.

## الجوائز والإنجازات

### الإنجازات مع النادي أو المنتخب
| النادي أو المنتخب | البطولة                                  | مرات الفوز | الأعوام أو المواسم |
| ----------------- | ---------------------------------------- | ---------- | ------------------ |
| نادي ساو باولو    | بطولة دوري ولاية ساو باولو (باوليستا)    | 1          | 2005               |
| نادي ساو باولو    | كأس ليبرتادوريس                          | 1          | 2005               |
| نادي ساو باولو    | الدوري البرازيلي لكرة القدم              | 1          | 2007               |
| نادي آيندهوفن     | الدوري الهولندي الممتاز                  | 1          | 2006/2007          |
| فلامينغو ريغاتاس  | بطولة دوري ولاية ريو دي جانيرو (كاريوكا) | 1          | 2008               |
| أتليتيكو مينيرو   | بطولة دوري ولاية ميناس جيرايس (مينيرو)   | 2          | 2010، 2013         |
| أتليتيكو مينيرو   | كأس ليبرتادوريس                          | 1          | 2013               |
| نادي الغرافة      | كأس أمير قطر                             | 1          | 2012               |

## روابط خارجية
- دييغو تارديلي على موقع الاتحاد الدولي (مؤرشف)  (الإنجليزية)
- دييغو تارديلي على موقع قاعدة بيانات كرة القدم.إي يو (الإنجليزية)
- دييغو تارديلي على موقع ليكيب (الفرنسية)
- دييغو تارديلي على موقع ناشيونال فوتبول تيمز (الإنجليزية)
- دييغو تارديلي على موقع Soccerway.com (الإنجليزية)
- دييغو تارديلي على موقع عالم كرة القدم.نت (الإنجليزية)
- دييغو تارديلي على موقع AS.com (الإسبانية)